# Malý Šariš
Malý Šariš este o comună slovacă, aflată în districtul Prešov din regiunea Prešov. Localitatea se află la altitudinea de 295 m deasupra n.m., se întinde pe o suprafață de 8,64 km2 și în 2017 număra 1.683 de locuitori. Se învecinează cu comuna Veľký Šariš.

## Istoric
Localitatea Malý Šariš este atestată documentar din 1248.

## Demografie
| An:                | 1994 | 2004   | 2014    | 2024    |
| ------------------ | ---- | ------ | ------- | ------- |
| Număr de persoane: | 1297 | 1363   | 1593    | 1903    |
| Diferență:         |      | +5,08% | +16,87% | +19,46% |

| An:                | 2023 | 2024   |
| ------------------ | ---- | ------ |
| Număr de persoane: | 1883 | 1903   |
| Diferență:         |      | +1,06% |